# Borja Mayoral Moya
Borja Mayoral Moya (Parla, Comunitat de Madrid, 5 d'abril de 1997) és un futbolista professional espanyol que juga com a davanter al Getafe CF. Ha estat internacional amb la selecció espanyola sub-21

## Carrera de club

### Reial Madrid
Mayoral va ingressar al planter del Reial Madrid CF el 2007, després d'haver començat a l'AD Parla. El 2014, va jugar al Juvenil A del Reial Madrid, i va marcar set gols a la Lliga Juvenil de la UEFA 2014-15, inclòs un hat-trick en una victòria per 6–0 a la fase de grups contra el PFC Ludogorets Razgrad i el gol de l'equip en un empat 1–1 contra l'FC Porto Juniors a la fase final, essent l'únic jugador de l'equip en marcar a la tanda de penals.
El 18 de gener de 2015, Mayoral va debutar com a sènior amb el Reial Madrid Castella, entrant com a suplent al minut 74 en lloc d'Álvaro Jiménez en una victòria per 1–0 contra el Getafe CF B a la Segona Divisió B. Després d'entrar a la mitja part per Cristian Benavente el 25 d'abril, va marcar el seu primer gol amb l'equip en un empat 2–2 amb el Sestao River Club a l'Estadi Alfredo Di Stéfano.
Quatre dies després, després d'haver marcat 43 gols per diferents equips durant la temporada, Mayoral fou convocat amb el primer equip a la lliga, tot i que no va jugar, en una victòria per 3–0 a casa contra la UD Almería. El 4 de maig, va marcar dos gols en una victòria per 3–1 contra el Celta de Vigo als quarts de final de la Divisió d'Honor Juvenil 2014–15, i tretze dies després va acabar la temporada marcant l'únic gol del Castilla sobre el CD Toledo. Fou expulsat el 27 de juny en una derrota per 2–1 contra el Rayo Vallecano a la final de la Copa del Rei juvenil de 2015, a l'Estadi Alfonso Murube de Ceuta, després d'agredir un rival.
El 22 d'agost de 2015, Mayoral va obrir la temporada 2015–16 a Segona B marcant un doblet en una victòria a casa per 5–1 contra el CD Ebro. El 31 d'octubre va debutar amb el primer equip, en substitució de Toni Kroos als darrers minuts, en una victòria per 3–1 a casa contra la UD Las Palmas. Altre cop amb el filial, el 16 de gener va marcar el primer hat-trick com a sènior en una victòria per 4–0 a casa contra el CF Rayo Majadahonda.
El 2 de març de 2016, a causa de la lesió de Karim Benzema, l'entrenador Zinédine Zidane li va donar la seva primera titularitat amb el Reial Madrid contra el Llevant UE; va fer un xut que va acabar en gol en pròpia porta del porter Diego Mariño en un partit que acabà en victòria per 3–1 a l'Estadi Ciutat de València. El darrer dia de la temporada del filial, va marcar un doblet en una victòria per 6–1 contra La Roda CF, guanyant la fase de grups a costa del Barakaldo CF.

#### Cessió al VfL Wolfsburg
El 22 de juliol de 2016, Mayoral fou cedit al VfL Wolfsburg de la Bundesliga per la temporada 2016-17. Hi va debutar el 20 d'agost a la primera ronda de la DFB-Pokal, substituint el golejador Bas Dost pels set minuts finals d'un partit que acabà en victòria per 2–1 contra el FSV Frankfurt. El 16 d'octubre, va jugar el seu primer partit de lliga amb els Wolves, entrant al minut 77 en el lloc de Luiz Gustavo en una derrota a casa per 0–1 contra el RB Leipzig, i va marcar el seu primer gol el 3 de desembre per obrir el marcador, en una derrota a casa per 3–2 contra l'Hertha BSC.

### Retorn al Reial Madrid
La temporada 2017-18 va retornar al Reial Madrid, per jugar al primer equip. El 17 de setembre de 2017, a causa de les absències de Benzema per lesió i de Cristiano Ronaldo per sanció, va jugar com a titular en el partit de lliga de la 4a jornada contra la Reial Societat a Anoeta, i va ser decisiu en la victòria del seu equip per 1-3, marcant el primer gol, i fent la centrada del segon. El desembre, formà part de l'equip que va guanyar la FIFA Club World Cup als Emirats Àrabs, tot i que no va jugar. Durant la Lliga de Campions de la UEFA 2017–18 va jugar quatre partits, i va marcar un gol, en una campanya que va permetre el Madrid guanyar la seva 13a Championse.

#### Cessió al Llevant
El 31 d'agost de 2018, Mayoral fou cedit al Llevant UE per la temporada 18-19. Hi va marcar el primer gol el 9 de desembre en un empat 4–4 contra la SD Eibar.
La cessió es va ampliar una temporada el 29 de juliol 2019.

#### Cessió a la Roma
El 2 d'octubre de 2020, el Reial Madrid va anunciar la cessió de Mayoral a l'AS Roma fins al 30 de juny de 2022.

#### Cessió al Getafe
El 13 de gener de 2022, l'AS Roma va enviar Mayoral cedit al Getafe fins al final de temporada. Hi va jugar els 18 partits que restaven de la temporada en què l'equip va evitar el descens, i va marcar sis gols, inclòs un tres minuts més tard del seu debut en una victòria a casa per 4–2 contra el Granada CF el 20 de gener, i els dos de la victòria contra el RC Celta de Vigo el 20 d'abril.

### Getafe
L'1 d'agost de 2022, Mayoral va signar contracte amb el Getafe per cinc anys.

## Palmarès

### Club
Reial Madrid
- 1 Campionat del món de clubs de la FIFA: 2017[35]
- 2 Lliga de Campions de la UEFA: 2015-16, 2017-18
- 1 Supercopa d'Europa: 2017
- 1 Supercopa d'Espanya: 2017

### Internacional
- Campionat d'Europa Sub-19 de la UEFA: 2015

### Individual
- Màxim golejador del Campionat d'Europa Sub-19 de la UEFA: 2015